# باشگاه فوتبال چلسی در فصل ۲۲–۲۰۲۱
فصل ۲۲–۲۰۲۱، صد و هشتمین فصل باشگاه فوتبال چلسی و سی و سومین فصل حضور این تیم در بالاترین سطح فوتبال انگلستان بود. علاوه بر لیگ جزیره، چلسی در دوره های این فصل جام حذفی، جام اتحادیه، لیگ قهرمانان اروپا، سوپرکاپ اروپا و جام باشگاه های جهان شرکت کرد. این فصل از ۱ ژوئیه ۲۰۲۱ آغاز و در ۳۰ ژوئن ۲۰۲۲ به پایان رسید.

## لباس‌ها
• تولید کننده: نایکی
| میزبان | میزبان (۲) | مهمان | مهمان (۲) | لباس سوم | دروازه‌بان ۱ | دروازه‌بان ۲ | دروازه‌بان ۳ |

## مرور فصل
در ۱۱ اوت ۲۰۲۱ و در اولین بازی فصل، تیم چلسی در قالب مسابقه سوپر جام اروپا به مصاف ویارئال اسپانیا رفت. حکیم زیاش در نیمه اول برای آبی لندن گلزنی کرد و در نیمه دوم جرارد مورنو با را به تساوی کشاند. در ادامه بازی بدون گل دنبال شد و در پایان ۱۲۰ دقیقه دو تیم به تساوی ۱–۱ رسیدند؛ بنابراین برای مشخص شدن قهرمان، ضربات پنالتی برگزار شد. قبل از شروع ضربات پنالتی کپا آریزابالاگا جانشین مندی شد. در ضربات پنالتی این دروازه‌بان پنالتی رائول آلبیول را مهار کند و چلسی قهرمان سوپرجام شود.
بعد از این بازی توماس توخل در کنفرانس خبری بعد از بازی شرکت کرد و گفت: ما به خوبی آماده بودیم. آماری داشتیم که کپا از نظر مهار پنالتی بهترین است. آنالیزورها داده‌ها را به من نشان دادند و سپس با بازیکنان صحبت کردیم که این اتفاق می‌تواند بیفتد.
یک روز بعد باشگاه چلسی اعلام کرد، روملو لوکاکو با عقد قراردادی ۵ ساله و طی یک انتقال ۹۷٬۵ میلیون پوندی به تیم پیوسته‌است. انتقال لوکاکو به چلسی را می‌توان بزرگ‌ترین خرید تابستانی چلسی در نقل و انتقالات این فصل دانست.
چلسی فصل را با ۲ برد در دو دربی شهر لندن آغاز کرد. در هفته اول این تیم با سه گل مارکوس آلونسو، کریستین پولیسیک و تروه چالوبا موفق به شکست کریستال پالاس شد. آبی‌ها، سپس در دیدار بعدی به مصاف آرسنال رفتند. روملو لوکاکو اولین بازی خود را برای چلسی انجام داد، که در همین مسابقه توانست دروازه آرسنال را باز کند. در ادامه ریس جیمز یک گل دیگر به ثمر رساند تا چلسی ۲ بر ۰ رقیب همشهری را شکست دهد.
در ۲۸ اوت، چلسی در قالب دیداری بسیار حساس آنفیلد به مصاف لیورپول رفت. در ابتدا چلسی روی از ضربه کرنر و ضربه سر زیبای کای هاورتز موفق به باز کردن دروازه الیسون بکر شد. در وقت اضافه نیمه اول تیم لیورپول فشار شدیدی رو دروازه چلسی به وجود آورد و این فشار منجر به هند ریس جیمز شد و آنتونی تیلور با VAR و تشخیص اینکه جیمز از بازوی خود برای جلوگیری از گلزنی استفاده کرده‌است، اخراج کرد و یک ضربه پنالتی را برای لیورپول اعلام شد. با وجود اعتراض شدید بازیکنان چلسی، پنالتی بعدی را محمد صلاح به ثمر رساند. در نیمه دوم، چلسی عقب کشید و دفاعی فشرده انجام داد تا نتیجه ۱–۱ در پایان بازی رقم بخورد.

## تیم مربیگری
| پست               | نام            |
| ----------------- | -------------- |
| سرمربی            | توماس توخل     |
| دستیار سرمربی     | آرنو میشلز     |
| کمک مربیان        | ژولت لو        |
| کمک مربیان        | آنتونی بری     |
| مربی دروازه بانان | هنریکه هیلاریو |

## بازیکنان
شماره بازیکنان آخرین بار در ۲۲ مه ۲۰۲۲ به روز شده‌است.
| شماره       | بازیکن                     | کشور                | پست         | تاریخ تولد (سن)          | وارد شدن    | انتقال از                           | پایان قرارداد | مبلغ انتقال      |
| دروازه‌بان‌ها | دروازه‌بان‌ها                | دروازه‌بان‌ها         | دروازه‌بان‌ها | دروازه‌بان‌ها              | دروازه‌بان‌ها | دروازه‌بان‌ها                         | دروازه‌بان‌ها   | دروازه‌بان‌ها      |
| ----------- | -------------------------- | ------------------- | ----------- | ------------------------ | ----------- | ----------------------------------- | ------------- | ---------------- |
| ۱           | کپا آریزابالاگا            | اسپانیا             | GK          | ۳ اکتبر ۱۹۹۴ ‏(۳۰ سال)    | ۲۰۱۸        | اتلتیک بیلبائو                      | ۲۰۲۵          | ۷۱٫۵ میلیون پوند |
| ۱۳          | مارکوس بتینلی              | انگلستان            | GK          | ۲۴ مهٔ ۱۹۹۲ ‏(۳۳ سال)      | ۲۰۲۱        | فولام                               | ۲۰۲۳          | رایگان           |
| ۱۶          | ادوارد مندی                | سنگال               | GK          | ۱ مارس ۱۹۹۲ ‏(۳۳ سال)     | ۲۰۲۰        | رن                                  | ۲۰۲۵          | ۲۲ میلیون پوند   |
| مدافعین     |                            |                     |             |                          |             |                                     |               |                  |
| ۲           | آنتونیو رودیگر             | آلمان               | CB          | ۳ مارس ۱۹۹۳ ‏(۳۲ سال)     | ۲۰۱۷        | آ.اس. رم                            | ۲۰۲۲          | ۲۹ میلیون پوند   |
| ۳           | مارکوس آلونسو مندوزا       | اسپانیا             | LWB / LB    | ۲۸ دسامبر ۱۹۹۰ ‏(۳۴ سال)  | ۲۰۱۶        | فیورنتینا                           | ۲۰۲۳          | ۲۴ میلیون پوند   |
| ۴           | آندریاس کریستنسن           | دانمارک             | CB          | ۱۰ آوریل ۱۹۹۶ ‏(۲۹ سال)   | ۲۰۱۳        | آکادمی و تیم دوم باشگاه فوتبال چلسی | ۲۰۲۲          | بازیکن آکادمی    |
| ۶           | تیاگو سیلوا                | برزیل               | CB          | ۲۲ سپتامبر ۱۹۸۴ ‏(۴۰ سال) | ۲۰۲۰        | پاری سن-ژرمن                        | ۲۰۲۳          | رایگان           |
| ۱۴          | تروه چالوبا                | انگلستان            | CB / DM     | ۵ ژوئیهٔ ۱۹۹۹ ‏(۲۶ سال)    | ۲۰۱۸        | آکادمی و تیم دوم باشگاه فوتبال چلسی | ۲۰۲۶          | بازیکن آکادمی    |
| ۲۱          | بن چیلول                   | انگلستان            | LWB / LB    | ۲۱ دسامبر ۱۹۹۶ ‏(۲۸ سال)  | ۲۰۲۰        | لستر سیتی                           | ۲۰۲۵          | ۴۵ میلیون پوند   |
| ۲۴          | ریس جیمز                   | انگلستان            | RWB / RB    | ۸ دسامبر ۱۹۹۹ ‏(۲۵ سال)   | ۲۰۱۸        | آکادمی و تیم دوم باشگاه فوتبال چلسی | ۲۰۲۵          | بازیکن آکادمی    |
| ۲۸          | سزار آزپیلیکوئتا (کاپیتان) | اسپانیا             | CB / RB     | ۲۹ اوت ۱۹۸۹ ‏(۳۵ سال)     | ۲۰۱۲        | المپیک مارسی                        | ۲۰۲۲          | ۷ میلیون پوند    |
| ۳۱          | ملنگ سر                    | فرانسه              | CB / LB     | ۲۳ ژانویهٔ ۱۹۹۹ ‏(۲۶ سال)  | ۲۰۲۰        | نیس                                 | ۲۰۲۵          | رایگان           |
| هافبک‌ها     |                            |                     |             |                          |             |                                     |               |                  |
| ۵           | جورجینیو (کاپیتان دوم)     | ایتالیا             | DM / CM     | ۲۰ دسامبر ۱۹۹۱ ‏(۳۳ سال)  | ۲۰۱۸        | ناپولی                              | ۲۰۲۳          | ۵۰ میلیون پوند   |
| ۷           | انگولو کانته               | فرانسه              | DM / CM     | ۲۱ مارس ۱۹۹۱ ‏(۳۴ سال)    | ۲۰۱۶        | لستر سیتی                           | ۲۰۲۳          | ۳۲ میلیون پوند   |
| ۸           | ماتئو کواچیچ               | کرواسی              | DM / CM     | ۶ مهٔ ۱۹۹۴ ‏(۳۱ سال)       | ۲۰۱۹        | رئال مادرید                         | ۲۰۲۴          | ۴۰ میلیون پوند   |
| ۱۲          | روبن لوفتوس-چیک            | انگلستان            | DM / CM     | ۲۳ ژانویهٔ ۱۹۹۶ ‏(۲۹ سال)  | ۲۰۱۴        | آکادمی و تیم دوم باشگاه فوتبال چلسی | ۲۰۲۴          | بازیکن آکادمی    |
| ۱۷          | سائول نیگس                 | اسپانیا             | DM / CM     | ۲۱ نوامبر ۱۹۹۴ ‏(۳۰ سال)  | ۲۰۲۱        | اتلتیکو مادرید                      | ۲۰۲۲          | ۴٫۵ میلیون پوند  |
| ۱۸          | راس بارکلی                 | انگلستان            | CM / AM     | ۵ دسامبر ۱۹۹۳ ‏(۳۱ سال)   | ۲۰۱۸        | اورتون                              | ۲۰۲۳          | ۱۵ میلیون پوند   |
| ۲۳          | کندی                       | برزیل               | LWB / LM    | ۸ فوریهٔ ۱۹۹۶ ‏(۲۹ سال)    | ۲۰۱۵        | فلومیننزه                           | ۲۰۲۳          | ۶٫۳ میلیون پوند  |
| ۶۸          | هاروی ویل                  | انگلستان            | CM / AM     | ۱۱ سپتامبر ۲۰۰۳ ‏(۲۱ سال) | ۲۰۲۱        | آکادمی و تیم دوم باشگاه فوتبال چلسی | ۲۰۲۳          | بازیکن آکادمی    |
| مهاجمین     |                            |                     |             |                          |             |                                     |               |                  |
| ۹           | روملو لوکاکو               | بلژیک               | ST          | ۱۳ مهٔ ۱۹۹۳ ‏(۳۲ سال)      | ۲۰۲۱        | اینتر میلان                         | ۲۰۲۶          | ۹۷٫۵ میلیون پوند |
| ۱۰          | کریستین پولیسیک            | ایالات متحده آمریکا | RW / LW     | ۱۸ سپتامبر ۱۹۹۸ ‏(۲۶ سال) | ۲۰۱۹        | بروسیا دورتموند                     | ۲۰۲۴          | ۵۸ میلیون پوند   |
| ۱۱          | تیمو ورنر                  | آلمان               | LW / ST     | ۶ مارس ۱۹۹۶ ‏(۲۹ سال)     | ۲۰۲۰        | لایپزیگ                             | ۲۰۲۵          | ۴۷٫۵ میلیون پوند |
| ۱۹          | میسون ماونت                | انگلستان            | AMF         | ۱۰ ژانویهٔ ۱۹۹۹ ‏(۲۶ سال)  | ۲۰۱۷        | آکادمی و تیم دوم باشگاه فوتبال چلسی | ۲۰۲۴          | بازیکن آکادمی    |
| ۲۰          | کالوم هادسون-اودوی         | انگلستان            | RWB / LW    | ۷ نوامبر ۲۰۰۰ ‏(۲۴ سال)   | ۲۰۱۸        | آکادمی و تیم دوم باشگاه فوتبال چلسی | ۲۰۲۴          | بازیکن آکادمی    |
| ۲۲          | حکیم زیاش                  | مراکش               | AM / RW     | ۱۹ مارس ۱۹۹۳ ‏(۳۲ سال)    | ۲۰۲۰        | آژاکس آمستردام                      | ۲۰۲۵          | ۳۷ میلیون پوند   |
| ۲۹          | کای هاورتز                 | آلمان               | CF          | ۱۱ ژوئن ۱۹۹۹ ‏(۲۶ سال)    | ۲۰۲۰        | بایر لورکوزن                        | ۲۰۲۵          | ۷۲ میلیون پوند   |

## نقل و انتقالات
حکیم زیاچ
روملو لوکاکو 
تیمو ورنر
کای هاورتز

## مسابقات

### بررسی اجمالی
| رقابت              | اولین بازی      | آخرین بازی    | شروع دور    | جایگاه نهایی  | آمار | آمار | آمار | آمار | آمار | آمار | آمار | آمار   |
| رقابت              | اولین بازی      | آخرین بازی    | شروع دور    | جایگاه نهایی  | بازی | ب    | ت    | ش    | گ‌ز   | گ‌خ   | ت‌گ   | % برد  |
| ------------------ | --------------- | ------------- | ----------- | ------------- | ---- | ---- | ---- | ---- | ---- | ---- | ---- | ------ |
| لیگ برتر           | ۱۴ اوت ۲۰۲۱     | ۲۱ مه ۲۰۲۲    | هفته اول    | سوم           | ۳۸   | ۲۱   | ۱۱   | ۶    | ۷۶   | ۳۳   | ۴۳+  | ۰۵۵    |
| اف‌ای کاپ           | ۸ ژانویه ۲۰۲۲   | ۱۴ مه ۲۰۲۲    | دور سوم     | نایب قهرمان   | ۶    | ۵    | ۱    | ۰    | ۱۴   | ۴    | ۱۰+  | ۰۸۳    |
| ایی‌اف‌ال کاپ        | ۲۲ سپتامبر ۲۰۲۱ | ۲۷ فوریه ۲۰۲۲ | دور سوم     | نایب قهرمان   | ۶    | ۳    | ۳    | ۰    | ۷    | ۲    | ۵+   | ۰۵۰    |
| لیگ قهرمانان اروپا | ۱۴ سپتامبر ۲۰۲۱ | ۱۲ آوریل ۲۰۲۲ | مرحله گروهی | یک‌چهارم نهایی | ۱۰   | ۷    | ۱    | ۲    | ۲۱   | ۱۰   | ۱۱+  | ۰۷۰    |
| سوپرجام اروپا      | ۱۱ اوت ۲۰۲۱     | ۱۱ اوت ۲۰۲۱   | فینال       | قهرمان        | ۱    | ۰    | ۱    | ۰    | ۱    | ۱    | ۰+   | ۰۰۰٫۰۰ |
| جام باشگاه‌های جهان | ۹ فوریه ۲۰۲۲    | ۱۲ فوریه ۲۰۲۲ | نیمه نهایی  | قهرمان        | ۲    | ۲    | ۰    | ۰    | ۳    | ۱    | ۲+   | ۱۰۰    |
| مجموع              | مجموع           | مجموع         | مجموع       | مجموع         | ۶۳   | ۳۸   | ۱۷   | ۸    | ۱۲۲  | ۵۱   | ۷۱+  | ۰۶۰    |

منبع: Soccerway

### لیگ برتر

#### جزئیات بازی‌ها
مسابقات لیگ در ۱۶ ژوئن ۲۰۲۱ اعلام شد.
| ۱۴ اوت ۲۰۲۱ ۱                | چلسی                                  | ۳–۰   | کریستال پالاس | فولام، لندن                                                        |
| ۱۵:۰۰ ساعت تابستانی بریتانیا | آلونسو ۲۷' · پولیسیک ۴۰' · چالوبا ۵۸' | گزارش |               | ورزشگاه: ورزشگاه استمفورد بریج تماشاگران: ۳۸٫۹۶۵ داور: جاناتان ماس |

#### جدول رده‌بندی
| رتبه           | تیم             | امتیاز | بازی | پ. | ت. | ش. | گ.ز. | گ.خ. | ت.گ. | توضیحات |
| -------------- | --------------- | ------ | ---- | -- | -- | -- | ---- | ---- | ---- | --- |
| ۱.             | منچستر سیتی     | ۹۳     | ۳۸   | ۲۹ | ۶  | ۳  | ۹۹   | ۲۶   | ۷۳+  | قوانین جدول رده‌بندی: ۱: امتیازات ۲: تفاضل گل ۳: گل‌های زده ۴: اگر قهرمان، تیم‌های سقوط کرده یا تیم‌های واجد شرایط برای حضور در مسابقات اروپایی را نمی‌توان با قوانین ۱ تا ۳ تعیین کرد، قوانین ۱٫۴ تا ۳٫۴ اعمال می‌شود: • ۱٫۴: امتیازات به دست آمده در رقابت رو در رو این تیم‌ها • ۲٫۴: گل‌های خارج از خانه در رقابت رو در روی این تیم‌ها • ۳٫۴: بازی‌های پلی‌آف صعود و سقوط کسب سهمیه حضور در مرحله گروهی لیگ قهرمانان اروپا ۲۳–۲۰۲۲ کسب سهمیه حضور در مرحله گروهی لیگ اروپا ۲۳–۲۰۲۲ کسب سهمیه حضور در مرحله پلی‌آف لیگ کنفرانس اروپا ۲۳–۲۰۲۲ سقوط به چمپیونشیپ ۲۳–۲۰۲۲ |
| ۲.             | لیورپول         | ۹۲     | ۳۸   | ۲۸ | ۸  | ۲  | ۹۴   | ۲۶   | ۶۸+  | قوانین جدول رده‌بندی: ۱: امتیازات ۲: تفاضل گل ۳: گل‌های زده ۴: اگر قهرمان، تیم‌های سقوط کرده یا تیم‌های واجد شرایط برای حضور در مسابقات اروپایی را نمی‌توان با قوانین ۱ تا ۳ تعیین کرد، قوانین ۱٫۴ تا ۳٫۴ اعمال می‌شود: • ۱٫۴: امتیازات به دست آمده در رقابت رو در رو این تیم‌ها • ۲٫۴: گل‌های خارج از خانه در رقابت رو در روی این تیم‌ها • ۳٫۴: بازی‌های پلی‌آف صعود و سقوط کسب سهمیه حضور در مرحله گروهی لیگ قهرمانان اروپا ۲۳–۲۰۲۲ کسب سهمیه حضور در مرحله گروهی لیگ اروپا ۲۳–۲۰۲۲ کسب سهمیه حضور در مرحله پلی‌آف لیگ کنفرانس اروپا ۲۳–۲۰۲۲ سقوط به چمپیونشیپ ۲۳–۲۰۲۲ |
| ۳.             | چلسی            | ۷۴     | ۳۸   | ۲۱ | ۱۱ | ۶  | ۷۶   | ۳۳   | ۴۳+  | قوانین جدول رده‌بندی: ۱: امتیازات ۲: تفاضل گل ۳: گل‌های زده ۴: اگر قهرمان، تیم‌های سقوط کرده یا تیم‌های واجد شرایط برای حضور در مسابقات اروپایی را نمی‌توان با قوانین ۱ تا ۳ تعیین کرد، قوانین ۱٫۴ تا ۳٫۴ اعمال می‌شود: • ۱٫۴: امتیازات به دست آمده در رقابت رو در رو این تیم‌ها • ۲٫۴: گل‌های خارج از خانه در رقابت رو در روی این تیم‌ها • ۳٫۴: بازی‌های پلی‌آف صعود و سقوط کسب سهمیه حضور در مرحله گروهی لیگ قهرمانان اروپا ۲۳–۲۰۲۲ کسب سهمیه حضور در مرحله گروهی لیگ اروپا ۲۳–۲۰۲۲ کسب سهمیه حضور در مرحله پلی‌آف لیگ کنفرانس اروپا ۲۳–۲۰۲۲ سقوط به چمپیونشیپ ۲۳–۲۰۲۲ |
| ۴.             | تاتنهام هاتسپر  | ۷۱     | ۳۸   | ۲۲ | ۵  | ۱۱ | ۶۹   | ۴۰   | ۲۹+  | قوانین جدول رده‌بندی: ۱: امتیازات ۲: تفاضل گل ۳: گل‌های زده ۴: اگر قهرمان، تیم‌های سقوط کرده یا تیم‌های واجد شرایط برای حضور در مسابقات اروپایی را نمی‌توان با قوانین ۱ تا ۳ تعیین کرد، قوانین ۱٫۴ تا ۳٫۴ اعمال می‌شود: • ۱٫۴: امتیازات به دست آمده در رقابت رو در رو این تیم‌ها • ۲٫۴: گل‌های خارج از خانه در رقابت رو در روی این تیم‌ها • ۳٫۴: بازی‌های پلی‌آف صعود و سقوط کسب سهمیه حضور در مرحله گروهی لیگ قهرمانان اروپا ۲۳–۲۰۲۲ کسب سهمیه حضور در مرحله گروهی لیگ اروپا ۲۳–۲۰۲۲ کسب سهمیه حضور در مرحله پلی‌آف لیگ کنفرانس اروپا ۲۳–۲۰۲۲ سقوط به چمپیونشیپ ۲۳–۲۰۲۲ |
| ۵.             | آرسنال          | ۶۹     | ۳۸   | ۲۲ | ۳  | ۱۳ | ۶۱   | ۴۸   | ۱۳+  | قوانین جدول رده‌بندی: ۱: امتیازات ۲: تفاضل گل ۳: گل‌های زده ۴: اگر قهرمان، تیم‌های سقوط کرده یا تیم‌های واجد شرایط برای حضور در مسابقات اروپایی را نمی‌توان با قوانین ۱ تا ۳ تعیین کرد، قوانین ۱٫۴ تا ۳٫۴ اعمال می‌شود: • ۱٫۴: امتیازات به دست آمده در رقابت رو در رو این تیم‌ها • ۲٫۴: گل‌های خارج از خانه در رقابت رو در روی این تیم‌ها • ۳٫۴: بازی‌های پلی‌آف صعود و سقوط کسب سهمیه حضور در مرحله گروهی لیگ قهرمانان اروپا ۲۳–۲۰۲۲ کسب سهمیه حضور در مرحله گروهی لیگ اروپا ۲۳–۲۰۲۲ کسب سهمیه حضور در مرحله پلی‌آف لیگ کنفرانس اروپا ۲۳–۲۰۲۲ سقوط به چمپیونشیپ ۲۳–۲۰۲۲ |
| ۶.             | منچستر یونایتد  | ۶۵     | ۳۸   | ۱۶ | ۱۰ | ۱۲ | ۵۷   | ۵۷   | ۰    | قوانین جدول رده‌بندی: ۱: امتیازات ۲: تفاضل گل ۳: گل‌های زده ۴: اگر قهرمان، تیم‌های سقوط کرده یا تیم‌های واجد شرایط برای حضور در مسابقات اروپایی را نمی‌توان با قوانین ۱ تا ۳ تعیین کرد، قوانین ۱٫۴ تا ۳٫۴ اعمال می‌شود: • ۱٫۴: امتیازات به دست آمده در رقابت رو در رو این تیم‌ها • ۲٫۴: گل‌های خارج از خانه در رقابت رو در روی این تیم‌ها • ۳٫۴: بازی‌های پلی‌آف صعود و سقوط کسب سهمیه حضور در مرحله گروهی لیگ قهرمانان اروپا ۲۳–۲۰۲۲ کسب سهمیه حضور در مرحله گروهی لیگ اروپا ۲۳–۲۰۲۲ کسب سهمیه حضور در مرحله پلی‌آف لیگ کنفرانس اروپا ۲۳–۲۰۲۲ سقوط به چمپیونشیپ ۲۳–۲۰۲۲ |
| ۷.             | وستهام          | ۵۶     | ۳۸   | ۱۶ | ۸  | ۱۴ | ۶۰   | ۵۱   | ۹+   | قوانین جدول رده‌بندی: ۱: امتیازات ۲: تفاضل گل ۳: گل‌های زده ۴: اگر قهرمان، تیم‌های سقوط کرده یا تیم‌های واجد شرایط برای حضور در مسابقات اروپایی را نمی‌توان با قوانین ۱ تا ۳ تعیین کرد، قوانین ۱٫۴ تا ۳٫۴ اعمال می‌شود: • ۱٫۴: امتیازات به دست آمده در رقابت رو در رو این تیم‌ها • ۲٫۴: گل‌های خارج از خانه در رقابت رو در روی این تیم‌ها • ۳٫۴: بازی‌های پلی‌آف صعود و سقوط کسب سهمیه حضور در مرحله گروهی لیگ قهرمانان اروپا ۲۳–۲۰۲۲ کسب سهمیه حضور در مرحله گروهی لیگ اروپا ۲۳–۲۰۲۲ کسب سهمیه حضور در مرحله پلی‌آف لیگ کنفرانس اروپا ۲۳–۲۰۲۲ سقوط به چمپیونشیپ ۲۳–۲۰۲۲ |
| ۸.             | لستر سیتی       | ۵۲     | ۳۸   | ۱۴ | ۱۰ | ۱۴ | ۶۲   | ۵۹   | ۳+   | قوانین جدول رده‌بندی: ۱: امتیازات ۲: تفاضل گل ۳: گل‌های زده ۴: اگر قهرمان، تیم‌های سقوط کرده یا تیم‌های واجد شرایط برای حضور در مسابقات اروپایی را نمی‌توان با قوانین ۱ تا ۳ تعیین کرد، قوانین ۱٫۴ تا ۳٫۴ اعمال می‌شود: • ۱٫۴: امتیازات به دست آمده در رقابت رو در رو این تیم‌ها • ۲٫۴: گل‌های خارج از خانه در رقابت رو در روی این تیم‌ها • ۳٫۴: بازی‌های پلی‌آف صعود و سقوط کسب سهمیه حضور در مرحله گروهی لیگ قهرمانان اروپا ۲۳–۲۰۲۲ کسب سهمیه حضور در مرحله گروهی لیگ اروپا ۲۳–۲۰۲۲ کسب سهمیه حضور در مرحله پلی‌آف لیگ کنفرانس اروپا ۲۳–۲۰۲۲ سقوط به چمپیونشیپ ۲۳–۲۰۲۲ |
| ۹.             | برایتون         | ۵۱     | ۳۸   | ۱۲ | ۱۵ | ۱۱ | ۴۲   | ۴۴   | ۲–   | قوانین جدول رده‌بندی: ۱: امتیازات ۲: تفاضل گل ۳: گل‌های زده ۴: اگر قهرمان، تیم‌های سقوط کرده یا تیم‌های واجد شرایط برای حضور در مسابقات اروپایی را نمی‌توان با قوانین ۱ تا ۳ تعیین کرد، قوانین ۱٫۴ تا ۳٫۴ اعمال می‌شود: • ۱٫۴: امتیازات به دست آمده در رقابت رو در رو این تیم‌ها • ۲٫۴: گل‌های خارج از خانه در رقابت رو در روی این تیم‌ها • ۳٫۴: بازی‌های پلی‌آف صعود و سقوط کسب سهمیه حضور در مرحله گروهی لیگ قهرمانان اروپا ۲۳–۲۰۲۲ کسب سهمیه حضور در مرحله گروهی لیگ اروپا ۲۳–۲۰۲۲ کسب سهمیه حضور در مرحله پلی‌آف لیگ کنفرانس اروپا ۲۳–۲۰۲۲ سقوط به چمپیونشیپ ۲۳–۲۰۲۲ |
| ۱۰.            | ولورهمپتون      | ۵۱     | ۳۸   | ۱۵ | ۶  | ۱۷ | ۳۸   | ۴۳   | ۵–   | قوانین جدول رده‌بندی: ۱: امتیازات ۲: تفاضل گل ۳: گل‌های زده ۴: اگر قهرمان، تیم‌های سقوط کرده یا تیم‌های واجد شرایط برای حضور در مسابقات اروپایی را نمی‌توان با قوانین ۱ تا ۳ تعیین کرد، قوانین ۱٫۴ تا ۳٫۴ اعمال می‌شود: • ۱٫۴: امتیازات به دست آمده در رقابت رو در رو این تیم‌ها • ۲٫۴: گل‌های خارج از خانه در رقابت رو در روی این تیم‌ها • ۳٫۴: بازی‌های پلی‌آف صعود و سقوط کسب سهمیه حضور در مرحله گروهی لیگ قهرمانان اروپا ۲۳–۲۰۲۲ کسب سهمیه حضور در مرحله گروهی لیگ اروپا ۲۳–۲۰۲۲ کسب سهمیه حضور در مرحله پلی‌آف لیگ کنفرانس اروپا ۲۳–۲۰۲۲ سقوط به چمپیونشیپ ۲۳–۲۰۲۲ |
| ۱۱.            | نیوکاسل یونایتد | ۴۹     | ۳۸   | ۱۳ | ۱۰ | ۱۵ | ۴۴   | ۶۲   | ۱۸–  | قوانین جدول رده‌بندی: ۱: امتیازات ۲: تفاضل گل ۳: گل‌های زده ۴: اگر قهرمان، تیم‌های سقوط کرده یا تیم‌های واجد شرایط برای حضور در مسابقات اروپایی را نمی‌توان با قوانین ۱ تا ۳ تعیین کرد، قوانین ۱٫۴ تا ۳٫۴ اعمال می‌شود: • ۱٫۴: امتیازات به دست آمده در رقابت رو در رو این تیم‌ها • ۲٫۴: گل‌های خارج از خانه در رقابت رو در روی این تیم‌ها • ۳٫۴: بازی‌های پلی‌آف صعود و سقوط کسب سهمیه حضور در مرحله گروهی لیگ قهرمانان اروپا ۲۳–۲۰۲۲ کسب سهمیه حضور در مرحله گروهی لیگ اروپا ۲۳–۲۰۲۲ کسب سهمیه حضور در مرحله پلی‌آف لیگ کنفرانس اروپا ۲۳–۲۰۲۲ سقوط به چمپیونشیپ ۲۳–۲۰۲۲ |
| ۱۲.            | کریستال پالاس   | ۴۸     | ۳۸   | ۱۱ | ۱۵ | ۱۲ | ۵۰   | ۴۶   | ۴+   | قوانین جدول رده‌بندی: ۱: امتیازات ۲: تفاضل گل ۳: گل‌های زده ۴: اگر قهرمان، تیم‌های سقوط کرده یا تیم‌های واجد شرایط برای حضور در مسابقات اروپایی را نمی‌توان با قوانین ۱ تا ۳ تعیین کرد، قوانین ۱٫۴ تا ۳٫۴ اعمال می‌شود: • ۱٫۴: امتیازات به دست آمده در رقابت رو در رو این تیم‌ها • ۲٫۴: گل‌های خارج از خانه در رقابت رو در روی این تیم‌ها • ۳٫۴: بازی‌های پلی‌آف صعود و سقوط کسب سهمیه حضور در مرحله گروهی لیگ قهرمانان اروپا ۲۳–۲۰۲۲ کسب سهمیه حضور در مرحله گروهی لیگ اروپا ۲۳–۲۰۲۲ کسب سهمیه حضور در مرحله پلی‌آف لیگ کنفرانس اروپا ۲۳–۲۰۲۲ سقوط به چمپیونشیپ ۲۳–۲۰۲۲ |
| ۱۳.            | برنتفورد        | ۴۶     | ۳۸   | ۱۳ | ۷  | ۱۸ | ۴۸   | ۵۶   | ۸–   | قوانین جدول رده‌بندی: ۱: امتیازات ۲: تفاضل گل ۳: گل‌های زده ۴: اگر قهرمان، تیم‌های سقوط کرده یا تیم‌های واجد شرایط برای حضور در مسابقات اروپایی را نمی‌توان با قوانین ۱ تا ۳ تعیین کرد، قوانین ۱٫۴ تا ۳٫۴ اعمال می‌شود: • ۱٫۴: امتیازات به دست آمده در رقابت رو در رو این تیم‌ها • ۲٫۴: گل‌های خارج از خانه در رقابت رو در روی این تیم‌ها • ۳٫۴: بازی‌های پلی‌آف صعود و سقوط کسب سهمیه حضور در مرحله گروهی لیگ قهرمانان اروپا ۲۳–۲۰۲۲ کسب سهمیه حضور در مرحله گروهی لیگ اروپا ۲۳–۲۰۲۲ کسب سهمیه حضور در مرحله پلی‌آف لیگ کنفرانس اروپا ۲۳–۲۰۲۲ سقوط به چمپیونشیپ ۲۳–۲۰۲۲ |
| ۱۴.            | استون ویلا      | ۴۵     | ۳۸   | ۱۳ | ۶  | ۱۹ | ۵۲   | ۵۴   | ۲–   | قوانین جدول رده‌بندی: ۱: امتیازات ۲: تفاضل گل ۳: گل‌های زده ۴: اگر قهرمان، تیم‌های سقوط کرده یا تیم‌های واجد شرایط برای حضور در مسابقات اروپایی را نمی‌توان با قوانین ۱ تا ۳ تعیین کرد، قوانین ۱٫۴ تا ۳٫۴ اعمال می‌شود: • ۱٫۴: امتیازات به دست آمده در رقابت رو در رو این تیم‌ها • ۲٫۴: گل‌های خارج از خانه در رقابت رو در روی این تیم‌ها • ۳٫۴: بازی‌های پلی‌آف صعود و سقوط کسب سهمیه حضور در مرحله گروهی لیگ قهرمانان اروپا ۲۳–۲۰۲۲ کسب سهمیه حضور در مرحله گروهی لیگ اروپا ۲۳–۲۰۲۲ کسب سهمیه حضور در مرحله پلی‌آف لیگ کنفرانس اروپا ۲۳–۲۰۲۲ سقوط به چمپیونشیپ ۲۳–۲۰۲۲ |
| ۱۵.            | ساوت‌همپتون      | ۴۰     | ۳۸   | ۹  | ۱۳ | ۱۶ | ۴۳   | ۶۷   | ۲۴–  | قوانین جدول رده‌بندی: ۱: امتیازات ۲: تفاضل گل ۳: گل‌های زده ۴: اگر قهرمان، تیم‌های سقوط کرده یا تیم‌های واجد شرایط برای حضور در مسابقات اروپایی را نمی‌توان با قوانین ۱ تا ۳ تعیین کرد، قوانین ۱٫۴ تا ۳٫۴ اعمال می‌شود: • ۱٫۴: امتیازات به دست آمده در رقابت رو در رو این تیم‌ها • ۲٫۴: گل‌های خارج از خانه در رقابت رو در روی این تیم‌ها • ۳٫۴: بازی‌های پلی‌آف صعود و سقوط کسب سهمیه حضور در مرحله گروهی لیگ قهرمانان اروپا ۲۳–۲۰۲۲ کسب سهمیه حضور در مرحله گروهی لیگ اروپا ۲۳–۲۰۲۲ کسب سهمیه حضور در مرحله پلی‌آف لیگ کنفرانس اروپا ۲۳–۲۰۲۲ سقوط به چمپیونشیپ ۲۳–۲۰۲۲ |
| ۱۶.            | اورتون          | ۳۹     | ۳۸   | ۱۱ | ۶  | ۲۱ | ۴۳   | ۶۶   | ۲۳–  | قوانین جدول رده‌بندی: ۱: امتیازات ۲: تفاضل گل ۳: گل‌های زده ۴: اگر قهرمان، تیم‌های سقوط کرده یا تیم‌های واجد شرایط برای حضور در مسابقات اروپایی را نمی‌توان با قوانین ۱ تا ۳ تعیین کرد، قوانین ۱٫۴ تا ۳٫۴ اعمال می‌شود: • ۱٫۴: امتیازات به دست آمده در رقابت رو در رو این تیم‌ها • ۲٫۴: گل‌های خارج از خانه در رقابت رو در روی این تیم‌ها • ۳٫۴: بازی‌های پلی‌آف صعود و سقوط کسب سهمیه حضور در مرحله گروهی لیگ قهرمانان اروپا ۲۳–۲۰۲۲ کسب سهمیه حضور در مرحله گروهی لیگ اروپا ۲۳–۲۰۲۲ کسب سهمیه حضور در مرحله پلی‌آف لیگ کنفرانس اروپا ۲۳–۲۰۲۲ سقوط به چمپیونشیپ ۲۳–۲۰۲۲ |
| ۱۷.            | لیدز یونایتد    | ۳۸     | ۳۸   | ۹  | ۱۱ | ۱۸ | ۴۲   | ۷۹   | ۳۷–  | قوانین جدول رده‌بندی: ۱: امتیازات ۲: تفاضل گل ۳: گل‌های زده ۴: اگر قهرمان، تیم‌های سقوط کرده یا تیم‌های واجد شرایط برای حضور در مسابقات اروپایی را نمی‌توان با قوانین ۱ تا ۳ تعیین کرد، قوانین ۱٫۴ تا ۳٫۴ اعمال می‌شود: • ۱٫۴: امتیازات به دست آمده در رقابت رو در رو این تیم‌ها • ۲٫۴: گل‌های خارج از خانه در رقابت رو در روی این تیم‌ها • ۳٫۴: بازی‌های پلی‌آف صعود و سقوط کسب سهمیه حضور در مرحله گروهی لیگ قهرمانان اروپا ۲۳–۲۰۲۲ کسب سهمیه حضور در مرحله گروهی لیگ اروپا ۲۳–۲۰۲۲ کسب سهمیه حضور در مرحله پلی‌آف لیگ کنفرانس اروپا ۲۳–۲۰۲۲ سقوط به چمپیونشیپ ۲۳–۲۰۲۲ |
| ۱۸.            | برنلی           | ۲۸     | ۳۸   | ۷  | ۱۴ | ۱۷ | ۳۴   | ۵۳   | ۱۹–  | قوانین جدول رده‌بندی: ۱: امتیازات ۲: تفاضل گل ۳: گل‌های زده ۴: اگر قهرمان، تیم‌های سقوط کرده یا تیم‌های واجد شرایط برای حضور در مسابقات اروپایی را نمی‌توان با قوانین ۱ تا ۳ تعیین کرد، قوانین ۱٫۴ تا ۳٫۴ اعمال می‌شود: • ۱٫۴: امتیازات به دست آمده در رقابت رو در رو این تیم‌ها • ۲٫۴: گل‌های خارج از خانه در رقابت رو در روی این تیم‌ها • ۳٫۴: بازی‌های پلی‌آف صعود و سقوط کسب سهمیه حضور در مرحله گروهی لیگ قهرمانان اروپا ۲۳–۲۰۲۲ کسب سهمیه حضور در مرحله گروهی لیگ اروپا ۲۳–۲۰۲۲ کسب سهمیه حضور در مرحله پلی‌آف لیگ کنفرانس اروپا ۲۳–۲۰۲۲ سقوط به چمپیونشیپ ۲۳–۲۰۲۲ |
| ۱۹.            | واتفورد         | ۲۶     | ۳۸   | ۶  | ۵  | ۲۷ | ۳۴   | ۷۷   | ۴۳–  | قوانین جدول رده‌بندی: ۱: امتیازات ۲: تفاضل گل ۳: گل‌های زده ۴: اگر قهرمان، تیم‌های سقوط کرده یا تیم‌های واجد شرایط برای حضور در مسابقات اروپایی را نمی‌توان با قوانین ۱ تا ۳ تعیین کرد، قوانین ۱٫۴ تا ۳٫۴ اعمال می‌شود: • ۱٫۴: امتیازات به دست آمده در رقابت رو در رو این تیم‌ها • ۲٫۴: گل‌های خارج از خانه در رقابت رو در روی این تیم‌ها • ۳٫۴: بازی‌های پلی‌آف صعود و سقوط کسب سهمیه حضور در مرحله گروهی لیگ قهرمانان اروپا ۲۳–۲۰۲۲ کسب سهمیه حضور در مرحله گروهی لیگ اروپا ۲۳–۲۰۲۲ کسب سهمیه حضور در مرحله پلی‌آف لیگ کنفرانس اروپا ۲۳–۲۰۲۲ سقوط به چمپیونشیپ ۲۳–۲۰۲۲ |
| ۲۰.            | نوریچ سیتی      | ۲۳     | ۳۸   | ۵  | ۷  | ۲۶ | ۲۳   | ۸۴   | ۶۱–  | قوانین جدول رده‌بندی: ۱: امتیازات ۲: تفاضل گل ۳: گل‌های زده ۴: اگر قهرمان، تیم‌های سقوط کرده یا تیم‌های واجد شرایط برای حضور در مسابقات اروپایی را نمی‌توان با قوانین ۱ تا ۳ تعیین کرد، قوانین ۱٫۴ تا ۳٫۴ اعمال می‌شود: • ۱٫۴: امتیازات به دست آمده در رقابت رو در رو این تیم‌ها • ۲٫۴: گل‌های خارج از خانه در رقابت رو در روی این تیم‌ها • ۳٫۴: بازی‌های پلی‌آف صعود و سقوط کسب سهمیه حضور در مرحله گروهی لیگ قهرمانان اروپا ۲۳–۲۰۲۲ کسب سهمیه حضور در مرحله گروهی لیگ اروپا ۲۳–۲۰۲۲ کسب سهمیه حضور در مرحله پلی‌آف لیگ کنفرانس اروپا ۲۳–۲۰۲۲ سقوط به چمپیونشیپ ۲۳–۲۰۲۲ |
| منبع: لیگ برتر |                 |        |      |    |    |    |      |      |      | |

#### خلاصه نتایج
| مجموع | مجموع  | مجموع | مجموع | مجموع | مجموع | مجموع | مجموع | خانه | خانه | خانه | خانه | خانه | خانه | مهمان | مهمان | مهمان | مهمان | مهمان | مهمان |
| بازی  | امتیاز | پ     | ت     | ش     | گ‌ز    | گ‌خ    | ت‌گ    | پ    | ت    | ش    | گ‌ز   | گ‌خ   | ت‌گ   | پ     | ت     | ش     | گ‌ز    | گ‌خ    | ت‌گ    |
| ----- | ------ | ----- | ----- | ----- | ----- | ----- | ----- | ---- | ---- | ---- | ---- | ---- | ---- | ----- | ----- | ----- | ----- | ----- | ----- |
| ۳۸    | ۷۴     | ۲۱    | ۱۱    | ۶     | ۷۶    | ۳۳    | ۴۳+   | ۹    | ۷    | ۳    | ۳۷   | ۲۲   | ۱۵+  | ۱۲    | ۴     | ۳     | ۳۹    | ۱۱    | ۲۸+   |

منبع: Premier League

پ = پیروزی؛ ت = تساوی؛ ش = شکست؛ گ‌ز = گل زده؛ گ‌خ = گل خورده؛ ت‌گ = تفاضل گل

#### روند هفته به هفته
| هفته    | ۱ | ۲ | ۳ | ۴ | ۵ | ۶ | ۷ | ۸ | ۹ | ۱۰ | ۱۱ | ۱۲ | ۱۳ | ۱۴ | ۱۵ | ۱۶ | ۱۷ | ۱۸ | ۱۹ | ۲۰ | ۲۱ | ۲۲ | ۲۳ | ۲۴ | ۲۵ | ۲۶ | ۲۷ | ۲۸ | ۲۹ | ۳۰ | ۳۱ | ۳۲ | ۳۳ | ۳۴ | ۳۵ | ۳۶ | ۳۷ | ۳۸ |
| ------- | - | - | - | - | - | - | - | - | - | -- | -- | -- | -- | -- | -- | -- | -- | -- | -- | -- | -- | -- | -- | -- | -- | -- | -- | -- | -- | -- | -- | -- | -- | -- | -- | -- | -- | -- |
| زمین    | خ | ب | ب | خ | ب | خ | خ | ب | خ | ب  | خ  | ب  | خ  | ب  | ب  | خ  | خ  | ب  | ب  | خ  | خ  | ب  | خ  | ب  | خ  | ب  | ب  | خ  | خ  | ب  | خ  | خ  | ب  | ب  | خ  | ب  | خ  | خ  |
| دستاورد | پ | پ | م | پ | پ | ش | پ | پ | پ | پ  | م  | پ  | م  | پ  | ش  | پ  | م  | م  | پ  | م  | م  | ش  | م  | پ  | پ  | پ  | پ  | پ  | ش  | پ  | ش  | پ  | م  | ش  | م  | پ  | م  | پ  |
| جایگاه  | ۲ | ۲ | ۴ | ۲ | ۱ | ۳ | ۱ | ۱ | ۱ | ۱  | ۱  | ۱  | ۱  | ۱  | ۳  | ۳  | ۳  | ۳  | ۳  | ۲  | ۲  | ۳  | ۳  | ۳  | ۳  | ۳  | ۳  | ۳  | ۳  | ۳  | ۳  | ۳  | ۳  | ۳  | ۳  | ۳  | ۳  | ۳  |

زمین: ب = بیرون از خانه، خ = داخل خانه. دست‌آورد: پ = پیروزی، ش = شکست، م = مساوی، ع = به تعویق افتاده.

### سوپرجام اروپا
| ۱۱ اوت ۲۰۲۱ نهایی                                                     | چلسی                                     | ۱–۱ (و.ا.) (۶–۵ پنالتی)                                        | ویارئال                            | بلفاست، ایرلند شمالی                                                                     |
| ۲۱:۰۰ (یوتی‌سی ۲:۰۰+)                                                  | زیاش ۲۷' · رودیگر '44 · آریزابالاگا '120 | گزارش                                                          | پینو '61 · مورنو ۷۳' · رابا '119 · | ورزشگاه: ورزشگاه ویندزور پارک تماشاگران: ۱۰٫۴۳۵ داور: سرگی کاراسف (اتحادیه فوتبال روسیه) |
|                                                                       | ضربات پنالتی                             |                                                                |                                    |                                                                                          |
| هاورتز · آزپیلیکوئتا · آلونسو · ماونت · جورجینیو · پولیسیک · رودیگر · |                                          | مورنو · ماندی · استوپینیان · گومز · دنی رابا · فویث · آلبیول · |                                    |                                                                                          |

### جام باشگاه‌های جهان
| ۹ فوریه ۲۰۲۲ نیمه‌نهایی | الهلال                  | ۰–۱   | چلسی                      | ابوظبی، امارات متحده عربی                                                                       |
| ۲۰:۳۰ (یوتی‌سی ۴:۰۰+)   | کوئیار '66 آل بلیهی '84 | گزارش | لوکاکو ۳۲' · کواچیچ '81 · | ورزشگاه: ورزشگاه محمد بن زاید تماشاگران: ۱۹٫۱۷۵ داور: سزار آرتورو راموس (فدراسیون فوتبال مکزیک) |

| ۱۲ فوریه ۲۰۲۲ نهایی  | چلسی                            | ۲–۱ (و.ا.) | پالمیراس                                                             | ابوظبی، امارات متحده عربی                                                                 |
| ۲۰:۳۰ (یوتی‌سی ۴:۰۰+) | لوکاکو ۵۵' · هاورتز ۱۱۷' '118 · | گزارش      | ویگا ۶۴' (پنالتی) · وسلی '105 · ل.گارسیا '115 '۶+۱۲۰ · آتوستا '116 · | ورزشگاه: ورزشگاه محمد بن زاید تماشاگران: ۳۲٫۸۷۱ داور: کریس بیس (فدراسیون فوتبال استرالیا) |